# I'm Waiting for the Man
I'm Waiting for the Man är en sång ursprungligen inspelad av den amerikanska rockgruppen The Velvet Underground och utgiven 1967 på deras debutalbum The Velvet Underground and Nico. Den är skriven av Lou Reed.
Sångtexten beskriver, i jag-form, en man i abstinens som söker sin langare, "the man", någonstans i närheten av korsningen Lexington Avenue och 125th Street i Harlem, New York. Efter att ha träffat den, som vanligt sena, langaren och för 26 dollar fått sin dagliga fix heroin går han till slut från att känna sig mer död än levande till att må bra, åtminstone tills imorgon då allt börjar om igen.
Låten hör till Velvet Undergrounds mest populära och finns även med på livealbumen Live at Max's Kansas City (1972), 1969: The Velvet Underground Live (1974) och Live MCMXCIII (1993). På det senare sjungs den av John Cale, som ofta även spelat den live som soloartist. Även Reed, Nico och Maureen Tucker har spelat den under sina respektive solokarriärer. Coverversioner har bland annat spelats in av David Bowie och Vanessa Paradis.
Tidskriften Rolling Stone rankade sången 2004 som nummer 159 på sin lista över de 500 bästa sångerna genom tiderna.